# Императорское кладбище (Хатиодзи)
Императорское кладбище (яп. 武蔵陵墓地) — комплекс мавзолеев японских императоров в Хатиодзи, столичный округ Токио, Япония. Расположено в лесу в западном пригороде Токио и названо в честь древней провинции Мусаси, на кладбище расположены мавзолеи императоров Тайсё, Сёва, а также их жен.

## История
Император Тайсё был первым императором Японии, похороненным в Токио. Его называли Токийский император, так как он был первым из японских императоров, прожившим свою жизнь в Токио, или недалеко от него. Его отец, император Мэйдзи, родился и вырос в Киото; и хотя позже жил и умер в Токио, его мавзолей расположен на окраине Киото, рядом с могилами его предков.

## Дизайн
Императорское кладбище в Хатиодзи спроектировано с использованием естественного пространства, лесного массива, гор, деревьев. Перед каждым из имперских мавзолеев расположены тории.

## Захоронения
| Имя                | год смерти | наименование мавзолея                             |  |
| ------------------ | ---------- | ------------------------------------------------- |  |
| Император Тайсё    | 1926       | Tama no Misasagi (яп. 多摩陵)                     |  |
| Императрица Тэймэй | 1951       | Tama no Higashi no Misasagi (яп. 多摩東陵)        |  |
| Император Сёва     | 1989       | Musashino no Misasagi (яп. 武藏野陵)              |  |
| Императрица Кодзюн | 2000       | Musashino no Higashi no Misasagi (яп. 武藏野東陵) |  |